# Phallostethidae

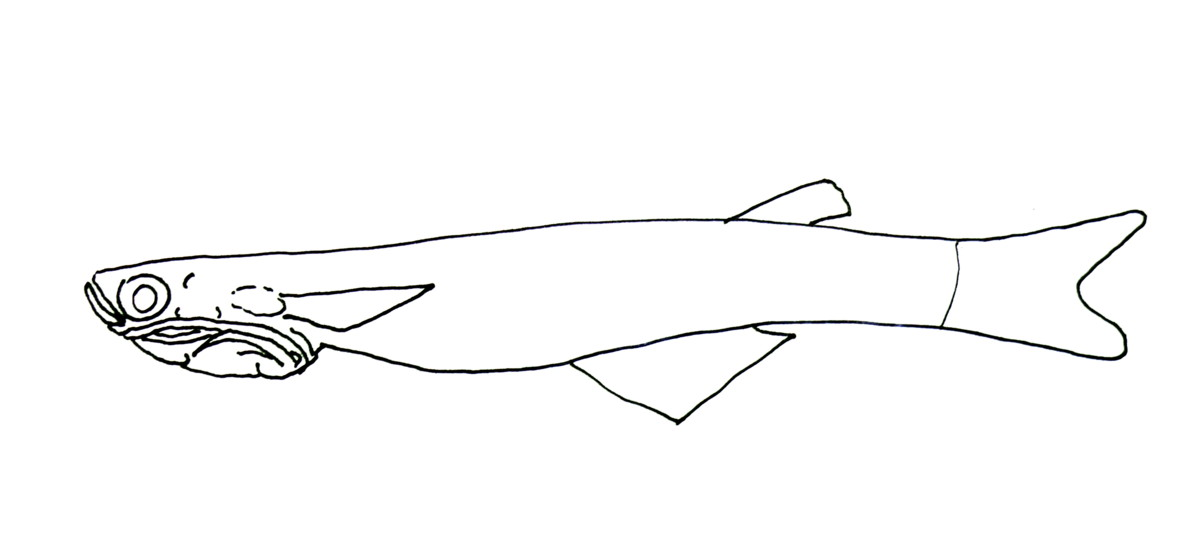
Immagine generica di un Phallostethidae maschio in cui è ben visibile l'organo copulatore in posizione giugulare

Phallostethidae è una famiglia di pesci ossei d'acqua dolce, salmastra e, raramente, marina appartenente all'ordine Atheriniformes.

## Distribuzione e habitat
I Phallostethidae sono diffusi nelle acque dolci e salmastre dell'Asia sudorientale tropicale. Alcune specie si spingono in acque marine costiere.

## Descrizione
In questi pesci il corpo è allungato e compresso. La bocca può allungarsi a tubo. Gli esemplari viventi hanno il corpo traslucido. La caratteristica più evidente è il complesso organo copulatore (denominato priapium) posto nella regione della gola del maschio e derivante dalle pinne pelviche. Le pinne ventrali sono invece del tutto assenti nelle femmine.
Le dimensioni sono molto piccole, solo raramente superano i 3 cm.

## Biologia

### Riproduzione
La fecondazione è interna. Le uova sono provviste di filamenti adesivi.

## Specie
- Genere Gulaphallus
  - Gulaphallus bikolanus
  - Gulaphallus eximius
  - Gulaphallus falcifer
  - Gulaphallus mirabilis
  - Gulaphallus panayensis
- Genere Neostethus
  - Neostethus amaricola
  - Neostethus bicornis
  - Neostethus borneensis
  - Neostethus ctenophorus
  - Neostethus djajaorum
  - Neostethus geminus
  - Neostethus lankesteri
  - Neostethus palawanensis
  - Neostethus robertsi
  - Neostethus thessa
  - Neostethus villadolidi
  - Neostethus zamboangae
- Genere Phallostethus
  - Phallostethus cuulong
  - Phallostethus dunckeri
  - Phallostethus lehi
- Genere Phenacostethus
  - Phenacostethus posthon
  - Phenacostethus smithi
  - Phenacostethus trewavasae[2]